# إميل فوكس (رسام)
إميل فوكس (بالألمانية: Emil Fuchs) هو نحات ورسام نمساوي، ولد في 9 أغسطس 1866 في فيينا في النمسا، وتوفي في 13 يناير 1929 في نيويورك في الولايات المتحدة بسبب سرطان.